# 圣索利娜
圣索利娜（法語：Sainte-Soline，法語發音：[sɛ̃t sɔlin]）是法国德塞夫勒省的一个市镇，属于尼奥尔区。

## 地理
圣索利娜（46°14'47"N, 0°2'10"E）面积25.65 平方千米，位于法国新阿基坦大区德塞夫勒省，该省份为法国西部内陆省份，北起曼恩-卢瓦尔省，西接旺代省，南至夏朗德省和滨海夏朗德省，东临维埃纳省。
与圣索利娜接壤的市镇（或旧市镇、城区）包括：克吕塞拉波姆赖、勒宰、圣库唐、旺赛、旺宰。

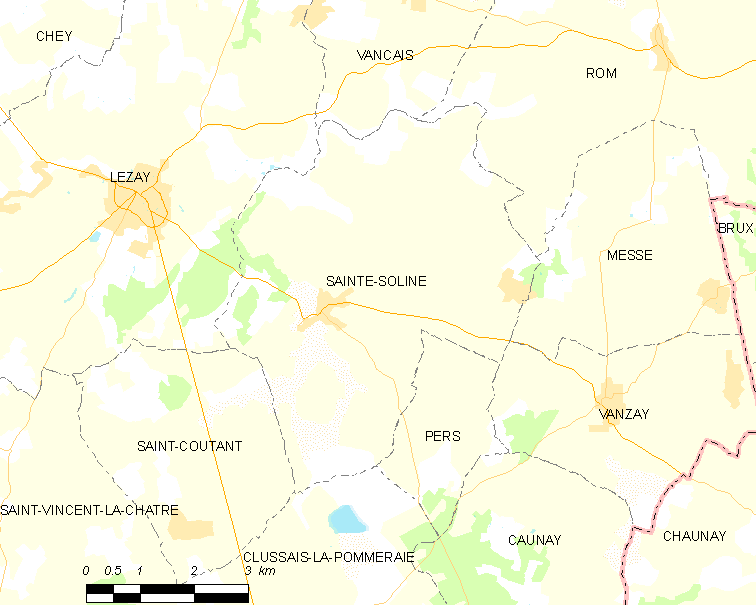
圣索利娜的OSM定位图

圣索利娜的时区为UTC+01:00、UTC+02:00（夏令时）。

## 行政
圣索利娜的邮政编码为79120，INSEE市镇编码为79297。

## 政治
圣索利娜所属的省级选区为贝勒河畔塞勒县。

## 人口

1962-2008年间圣索利娜人口变化图示

圣索利娜于2022年1月1日时的人口数量为345人。